# 翁芝
翁芝，原名翁秀芝，廣東中山小黃埔人，嶺南畫派創始人之一高劍父先生的遺孀。1935年，嶺南畫派創始人之一高劍父娶了比他小38歲的翁芝，那一年她18歲，他56歲。1951年高劍父去世，翁芝帶著丈夫唯一的血脈，高勵節，艱難度日。2014年3月12日中午，翁芝在香港家中平靜離世，這對傳奇夫妻離別63年後在天國重逢。

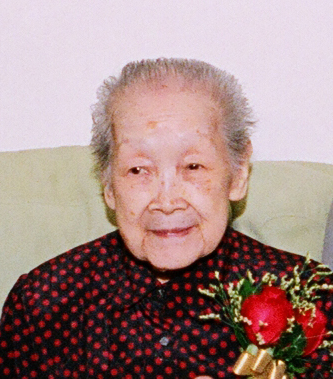
翁芝照片攝於2006年